# 佐古 (徳島市)

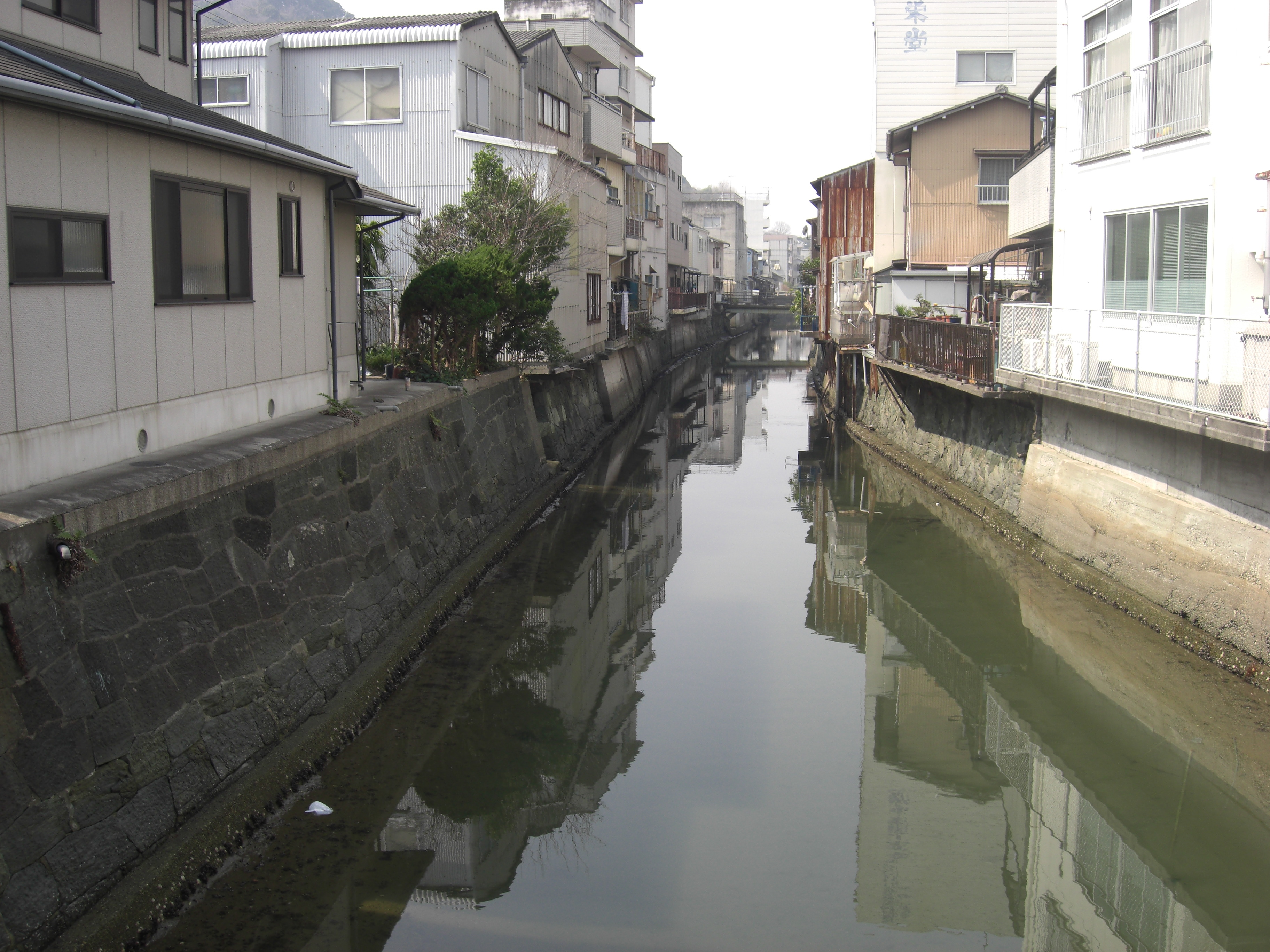
佐古川。

佐古（さこ）は、徳島県徳島市の町である。一番町～八番町がある。ほとんどが佐古地区、八番町の一部が加茂名地区に属している。郵便番号は一番町～八番町がそれぞれ〒770-0021～0028。

## 人口
2025年1月1日。徳島市の調査より。
|        | 世帯数 | 人口  |
| ------ | ------ | ----- |
| 一番町 | 0468   | 0866  |
| 二番町 | 0356   | 0640  |
| 三番町 | 0589   | 970   |
| 四番町 | 0538   | 1,021 |
| 五番町 | 0370   | 0702  |
| 六番町 | 0743   | 1,349 |
| 七番町 | 0374   | 0625  |
| 八番町 | 0339   | 0586  |
| 計     | 3,777  | 6,759 |

## 地理
徳島市中央部、都心地域（中心市街地）の西に接す。佐古地区の中央を貫く国道192号沿いに東西に細長く伸びた町で、中心街に近い東から一～八番町が並ぶ。ほとんどが佐古地区に属すが、八番町北西端の6番・7番のそれぞれ一部は加茂名地区に属している。
北東部をJR高徳線・徳島線が通り、二番町に佐古駅がある。
国道192号および、国道と佐古駅を結ぶ徳島県道150号佐古停車場線沿いに、商業地が発達している。これらの幹線道路から離れると住宅地となる。
西は蔵本町となっており、徳島県立中央病院・徳島大学病院・徳島大学蔵本キャンパス等が密集していることから国道の交通量は多く、特に朝夕のラッシュ時は混雑している。

### 隣接する町
南に佐古川で南佐古（一番町の一部で西新町・西船場町）と接す。南佐古も佐古と同じく一～八番町が、それぞれの東西の位置は少しずれている。北は四番町までは陸続きで北佐古（一～二番町）に、五番町からは田宮川で南矢三町と接す。東に新町川で南出来島町に、西は陸続きで蔵本町などに接す。

### 地形
- 河川：新町川、佐古川、田宮川

## 歴史
「サコ」とは、柳田邦男の『地名の研究』(1948) によると「一つの水流の岸が連続して平地を作っている所」、『阿波志』によると「山谷で水がないもの」という。佐古地区は近世以前には鮎喰川の氾濫原で、洪水時に鮎喰川が佐古川を流れ流域は水害に遭っていたが、徳島城築城時に鮎喰川右岸（南東岸）に築堤され、鮎喰川が流れてくることはなくなった。
その後、徳島から西に延び吉野川中流域に、さらに伊予に向かう結ぶ街道沿いに、佐古町が生まれた。この街道は伊予街道（現 国道192号）とされるが、古地図を見ると、現在の佐古六番町交差点より東では、伊予街道から南に枝分かれし佐古川すぐ北を通る讃岐街道沿いが佐古町となる。佐古町は徳島側から丁目が区切られ、九丁目まで（現 五番町まで）が御山下（城下町内）に入り、その西にも現鮎喰町付近の十一丁目まで続いた。1870年（明治3年）には十六丁目までに増えた。1880年から1881年にかけ、佐古村の一部が編入された。1889年の市町村制施行では、徳島市に組み入れられ徳島市佐古町となった。
佐古町の北（現 佐古の中部～北部）は中級・下級藩士の武家地となり、単に佐古と呼ばれ、また、周辺の農村と共に佐古村に属した。武家地には、佐古町の北を併走する（佐古町に近い順に）小裏丁・大裏丁・台所丁・淡路丁、佐古町東端から北へ伸びる定普請丁などがあった。徳島市市制施行により、佐古村から徳島市北佐古町となった。
1935年に佐古駅が開業し、その後は駅周辺でも商業化が進んでいった。
1941年、小字が廃止され町名と丁目だけで呼ぶようになり、主要な裏通りや小路が独立した町となった。現在の佐古には、
| 町       | 丁目数 | 旧小字              | 位置                                                         |
| -------- | ------ | ------------------- | ------------------------------------------------------------ |
| 北佐古町 | 09     | 台所丁 ほか         | 現 国道192号の2本北。                                        |
| 新佐古町 | 10     | 台所丁・楠小路 など | 現 国道192号の1本北。                                        |
| 中佐古町 | 09     | 大裏丁              | 現 国道192号。                                               |
| 上佐古町 | 16     | 小裏丁              | 現 国道192号の1本南。                                        |
| 佐古町   | 16     | （佐古本町）        | 現 国道192号の2本南。                                        |
| 東佐古町 | 02     | 定普請丁            | 佐古地区東端、佐古橋より北に伸びる通り。現在は一部のみ残る。 |

が並んだ。1964年、町割が再編され、新佐古町・中佐古町・上佐古町・佐古町・東佐古町と、北佐古町・蔵本元町のそれぞれ一部が、佐古となった。北佐古町の本通りは佐古となったが、北に広がっていた区域は北佐古となった。西端部分では蔵本町から一部が編入された。
1952年に伊予街道が国道192号に指定されたが、江戸時代のままの細い道だったので、1953年の国民体育大会開催に合わせて拡幅された。

## 施設
- 一番町
  - 妙法寺
  - ブレーメン愛犬クリエイティブ専門学校
- 二番町
  - 徳島教会
  - 福蔵寺
  - 徳島県美容学校
  - 尾上和裁学園
- 三番町
  - キョーエイ佐古店
  - 徳島北年金事務所
- 四番町
  - 徳島市佐古コミュニティセンター
  - 徳島市立佐古保育所
- 六番町
  - 徳島市立佐古幼稚園
- 七番町
  - 古庄染工場
- 八番町
  - カルチャーセンター徳島
  - 姫野組

- ブレーメン愛犬クリエイティブ専門学校。
- 福蔵寺。
- 徳島県美容学校。
- 尾上和裁学園。
- 徳島市佐古コミュニティセンター。
- 徳島市立佐古幼稚園。
- 古庄染工場。
- カルチャーセンター徳島。

## 交通

### 鉄道
- 四国旅客鉄道（JR四国）
  - 高徳線: 佐古駅
  - 徳島線: 佐古駅

### 道路
- 一般国道
  - 国道192号
- 都道府県道
  - 徳島県道150号佐古停車場線

### バス
徳島バス・徳島市営バス
- 佐古一番町
- 佐古三番町
- 佐古五番町
- 佐古六番町
- 佐古七番町
- 佐古八番町

### 橋
| 橋       | 川     | 対岸           | 道路      |
| -------- | ------ | -------------- | --------- |
| 佐古大橋 | 新町川 | 南出来島町     | 国道192号 |
| 愛日橋   | 佐古川 | 南佐古         |           |
| 大黒橋   | 佐古川 | 南佐古         |           |
| 諏訪橋   | 佐古川 | 南佐古         |           |
| 清水橋   | 佐古川 | 南佐古         |           |
| 佐古橋   | 佐古川 | 南佐古・西新町 |           |
| 佐古新橋 | 佐古川 | 西新町         |           |
| 船場橋   | 佐古川 | 西船場         |           |
| 佐矢橋   | 田宮川 | 南矢三町       |           |